# Solanum ahanhuiri
Solanum ahanhuiri là loài thực vật có hoa trong họ Cà. Loài này được Juz. & Bukasov miêu tả khoa học đầu tiên năm 1929.